# Arpheuilles-Saint-Priest
Arpheuilles-Saint-Priest ist eine französische Gemeinde mit 374 Einwohnern (Stand: 1. Januar 2022) im Département Allier in der Region Auvergne-Rhône-Alpes. Sie gehört zum Kanton Montluçon-3 im Arrondissement Montluçon. Die Einwohner werden Arpheuillais genannt.

## Geographie
Arpheuilles-Saint-Priest liegt etwa 13 Kilometer südsüdöstlich von Montluçon. Nachbargemeinden von Arpheuilles-Saint-Priest sind Durdat-Larequille im Norden, Ronnet im Osten und Südosten, Marcillat-en-Combraille im Süden und Südwesten, Terjat im Westen sowie Saint-Genest im Nordwesten.

## Geschichte
Im Jahr 1842 wurden die beiden Gemeinden Arpheuilles und Saint-Priest-en-Marcillat zur neuen Gemeinde Arpheuilles-Saint-Priest zusammengeschlossen.

### Bevölkerungsentwicklung
| Jahr                       | 1962 | 1968 | 1975 | 1982 | 1990 | 1999 | 2006 | 2012 | 2022 |
| Einwohner                  | 420  | 401  | 358  | 321  | 334  | 307  | 330  | 353  | 374  |
| Quellen: Cassini und INSEE |      |      |      |      |      |      |      |      |      |

## Sehenswürdigkeiten
- Kirche Saint-Pierre aus dem 19. Jahrhundert
- Wasserturm

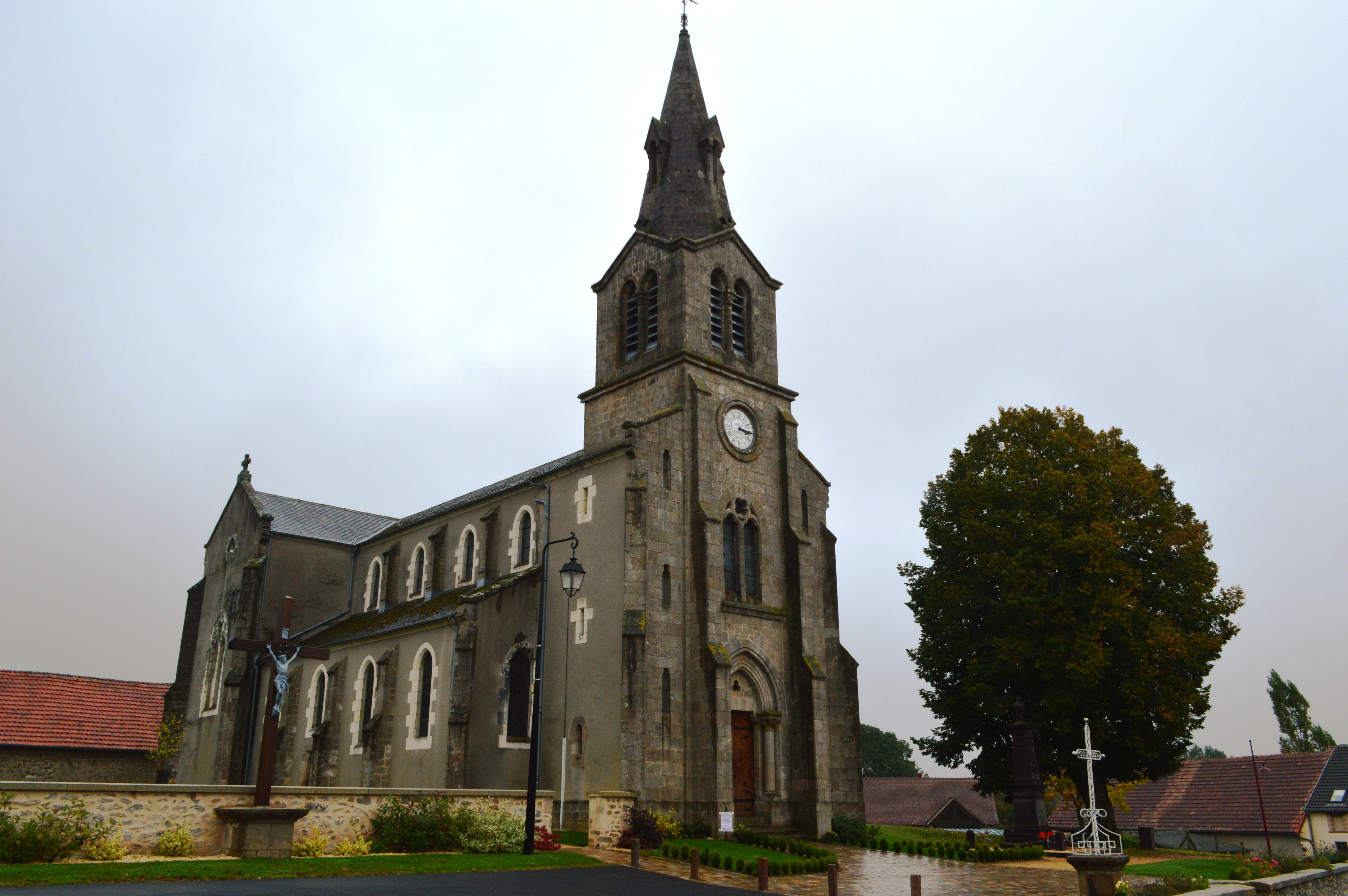
Kirche Saint-Pierre
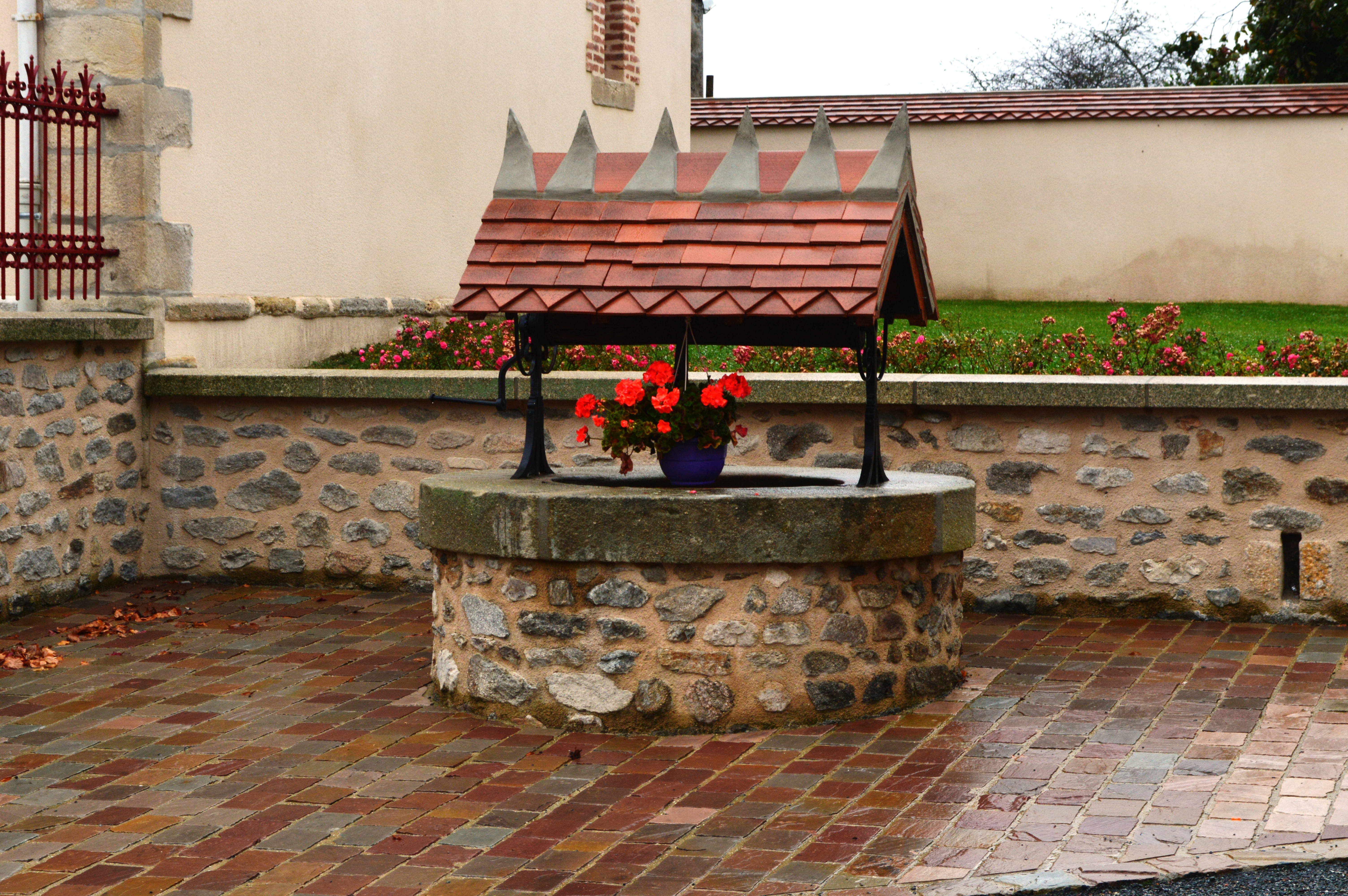
Brunnen
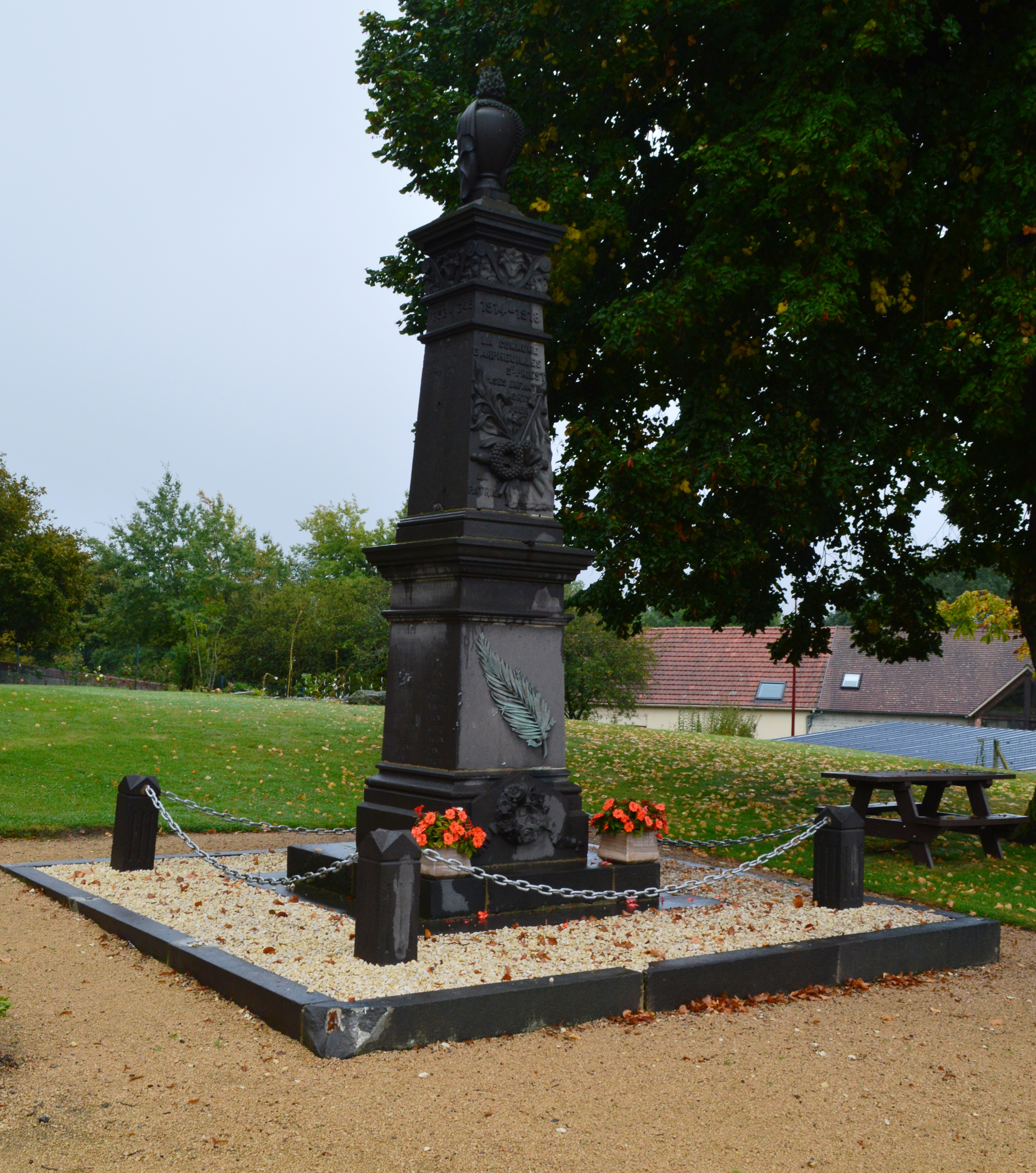
Gefallenendenkmal